# Силы специальных операций Республики Беларусь

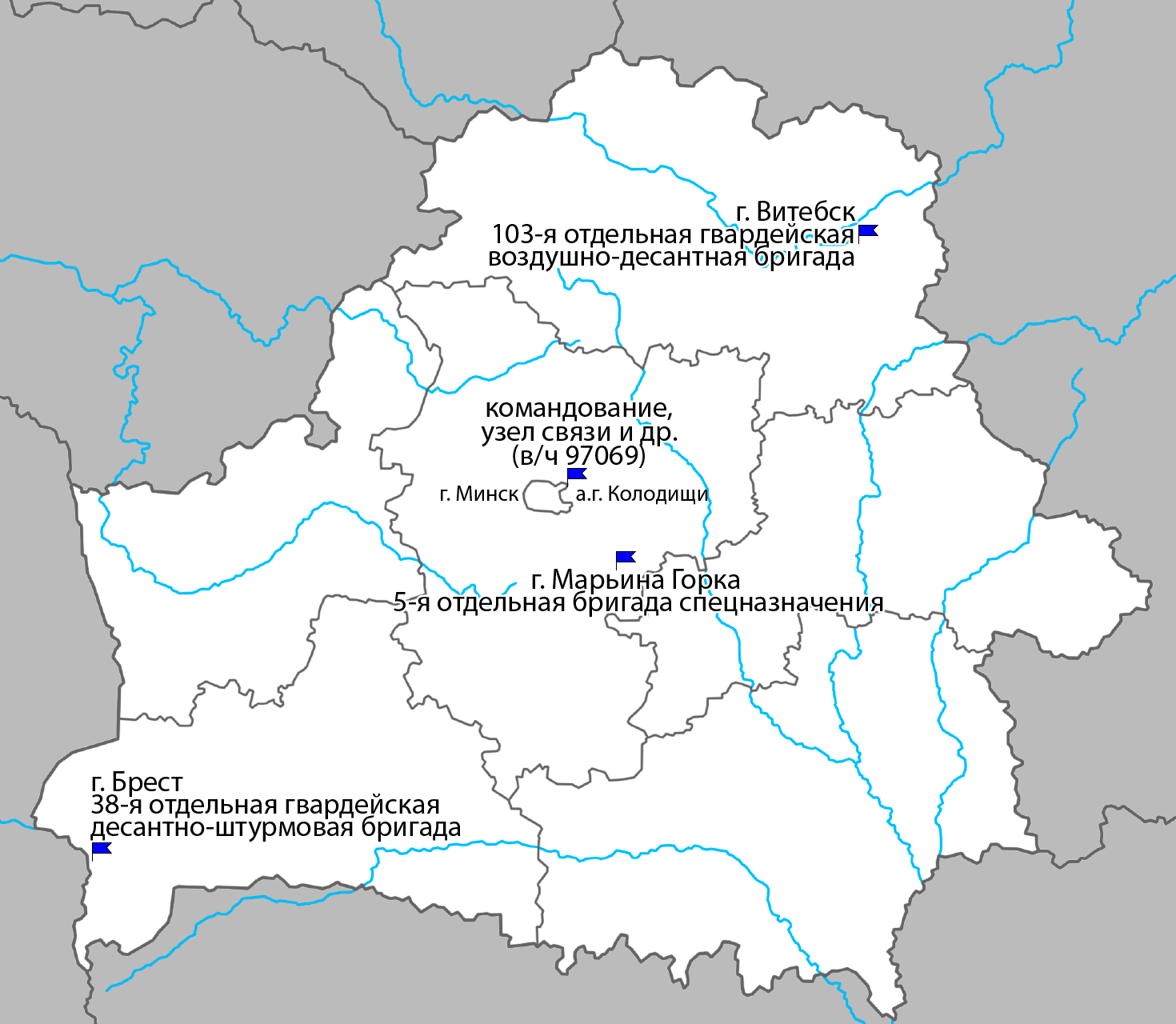
Соединения сил специальных операций Вооружённых Сил Республики Беларусь

Силы специальных операций Вооружённых сил Республики Беларусь (ССО ВС РБ, бел. Cілы спецыяльных аперацый Узброеных сіл Рэспублікі Беларусь)— высокомобильный род войск Вооружённых сил Республики Беларусь, созданный 2 августа 2007 года. Являются преемником ВДВ СССР и спецназа ГРУ СССР в Республике Беларусь. Основные задачи: контр-диверсионная деятельность, разведка, борьба с незаконными вооруженными формированиями, выполнение различных задач специальными методами в целях прекращения вооруженного конфликта в отношении Республики Беларусь. Выступают одним из основных элементов стратегического сдерживания.

## История

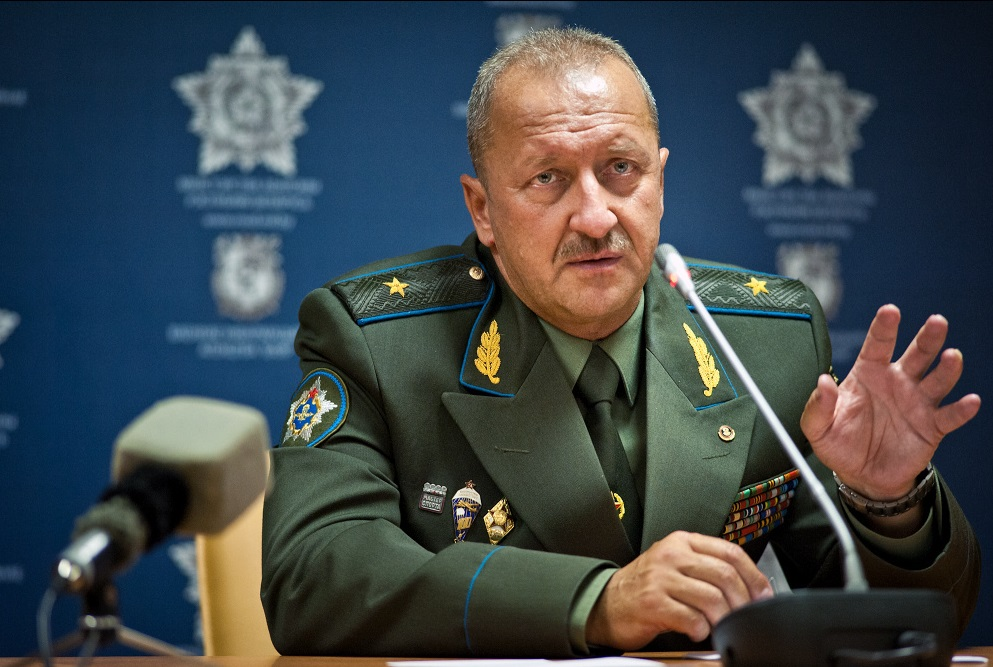
Командующий ССО РБ в 2010 - 2014 годах генерал-майор О.А. Белоконев

### Мобильные силы
В начале 1990-х годов перед военным и политическим руководством Беларуси встал вопрос о дальнейшей судьбе наследия Советской Армии — вошедших в состав Вооруженных сил 103-й гвардейской воздушно-десантной дивизии (Витебск), 38-й отдельной гвардейской десантно-штурмовой бригады (Брест) и 5-я отдельной бригады специального назначения (Марьина Горка). Дилемма состояла в том, что вместе с суверенитетом была провозглашена и военная доктрина государства, имеющая сугубо оборонительный характер, а воздушно-десантные части, так называемые войска первого удара, в новую концепцию вписывались не совсем удачно. Некоторые руководители, исходя из якобы пацифистских соображений, предлагали кардинальное решение: нет ВДВ — нет проблемы. Но и в правительстве, и в Генеральном штабе работали опытные профессионалы, сумевшие отстоять элиту Вооруженных сил от ножа сокращений. Но реформирование армии и переосмысление задач, которые должны были выполнять ВС, были необходимы, продиктованы жизнью.
В сентябре 1995 года на базе 103-й гвардейской воздушно-десантной дивизии и 38-й отдельной гвардейской десантно-штурмовой бригады были сформированы мобильные силы в составе 38-й, 317-й и 350-й отдельных мобильных бригад.
Как отдельный род войск мобильные силы вошли в состав сухопутных войск и были предназначены для прикрытия стратегического развертывания Вооруженных сил в т. н. угрожаемый период, срыва специальных операций противника на нашей территории и выполнения других внезапно возникающих задач. Но в процессе формирования и осмысления роли десантников в системе реформируемых ВС не все складывалось гладко. Подчиненные «сухопутке» мобильные силы и в теории, и в ходе учений тех лет использовались аналогично общевойсковым соединениям — для ведения оборонительных и наступательных действий, прикрытия отдельных направлений. Как тогда шутили в мобильных бригадах: «Наша задача простая, но важная — день простоять да ночь продержаться…»
Главные козыри десантников: мобильность, стремительность, натиск и высокая маневренность были не востребованными общевойсковыми командирами и начальниками. Но «десантура» есть «десантура»: подразделения и соединения мобильных сил сами, по своей инициативе, стали отрабатывать отдельные задачи специальных действий, связанные в основном с противодействием незаконным вооруженным формированиям и десантно-диверсионным силам противника. Подразделениями специальной разведки отрабатывались вопросы ведения специальных действий на территории, захваченной противником. Это благодаря их нелегкому труду на комплексных оперативных и оперативно-тактических учениях «Неман-2001», «Березина-2002», «Чистое небо-2003», «Щит Отечества-2004», «Щит Союза-2006», командно-штабных (тактико-специальных) учениях с 38-й и 103-й мобильными бригадами, 5-й отдельной бригадой специального назначения развивалась теория и отрабатывалась практика специальных действий.
Тем временем в сообщениях и репортажах СМИ из «горячих точек» планеты все чаще стали упоминаться «специальные операции», при которых использование войск спецназначения, как до начала, так и в ходе боевых действий, способствовало успешным действиям войск и завершению конфликта в целом. Подобная тенденция, многочисленные примеры спецопераций, а ещё рост терроризма во всем мире подвинули белорусских военных специалистов сделать вывод о расширении функций войск специального назначения.
В начале 2004 года было создано управление сил специальных операций Генерального штаба Вооруженных сил, внесены организационно-штатные изменения в мобильных соединениях и частях.
В 2005 году в ходе проведения двустороннего командно-штабного учения с войсками Северо-западного оперативного командования был отработан большой спектр вопросов по боевому применению сил спецопераций. Результатом кропотливой работы стало дальнейшее реформирование мобильных соединений и системы их руководства. Первым шагом стала реорганизация командования мобильных сил и соединений, прямое подчинение мобильных бригад Генеральному штабу ВС и создание в оперативном управлении отдела сил специальных операций. Потом прошли ещё два года «теории и практики».

### Реформирование
В августе 2007 года было объявлено об образовании Сил специальных операций (ССО). В их состав вошли две бригады мобильных сил (38-я и 103-я) 5-я отдельная бригада специального назначения. Для оптимизации управления этими соединениями, руководства их подготовкой, решения различных вопросов их строительства, развития, обеспечения, координации действий и т. д. тогда же было сформировано командование сил специальных операций (КССО), подчиняющееся непосредственно Генеральному штабу. Командующим назначен генерал-майор Люциан Суринт. Настоящим экзаменом для реформированной «десантуры» стали оперативно-стратегические учения «Осень-2008» и «Запад-2009». На этих учениях Силы специальных операций обеспечивали своевременное обнаружение и противодействие террористическим и десантно-диверсионным силам условного противника, отрабатывали взаимодействие с подразделениями территориальной обороны, другими войсками и воинскими формированиями.
Сегодня бригады, составляющие основу ССО, рассматриваются как специальные войска, способные вести высокоманевренные, скрытные боевые действия специфическими (нетрадиционными) способами, малыми подразделениями в сочетании с активным ведением разведки, но с широким использованием штатной бронетехники, тяжелого вооружения. «Тяжелый спецназ» предназначен и для выполнения антитеррористических, контрдиверсионных задач на своей территории и разведывательных, специальных и организационных задач в регионах временно захваченных противником.
Боевая подготовка подразделений сегодня осуществляется на учебно-материальной базе соединений и воинских частей ССО. При этом в ходе подготовки широко используется опыт участия вооруженных сил РФ и сил специальных операций других стран в современных конфликтах. Обучение десантников, насколько это возможно, максимально приближено к реальным условиям современных боевых действий, идет постоянный поиск новых технологий в учебном процессе. Одно из новшеств — курс психологических тренингов. По мнению специалистов, его внедрение в войсках ССО значительно повышает качество обучения десантников. В основе методики, которую уже испытали в 38-й бригаде, лежит серия эмоционально-волевых тренингов. В комплексе с боевой учёбой и физической закалкой они формируют устойчивость психики солдата к стрессовым ситуациям. Эта технология была разработана в войсках при поддержке специалистов Центра психологических и социальных исследований, преподавателей Военной академии. Один из элементов психотренинга — специализированная огневая полоса, максимально имитирующая условия реального боя. Преодолев дистанцию несколько раз, солдат привыкает к огню, взрывам и грохоту выстрелов. Кроме того, бойца настраивают на выполнение боевого задания и готовят к преодолению возможных трудностей.
Анализ развития вооруженных сил различных государств, опыта военных конфликтов последних десятилетий и проведенных у нас учений, определил, что ССО выступают одним из основных элементов стратегического сдерживания. Исходя из этого, Силам специальных операций уделяется особое внимание. К примеру, на базе полигона 103-й отдельной гвардейской воздушно-десантной бригады «Лосвидо» создан учебный центр подготовки ССО. В Военной академии для подготовки офицеров управления подразделениями Сил специальных операций создан факультет военной разведки. Среди специальностей, предлагаемых курсантам для поступления на факультет, — не только «Управление подразделениями сил специальных операций», но и «Телекоммуникационные системы», направление «Телекоммуникационные системы (радиоконтроль и противодействие)».
В бригадах ССО идет плановое перевооружение стрелковым оружием (белорусского и российского производства), отечественными оптическими прицелами, автомобильной техникой, поставляются радиосредства и средства РЭБ (переносные рации, сканеры, радары) собственного и иностранного производства.

### Участие в разгонах протестных демонстраций
Бригады ССО в частности 5-я отдельная бригада специального назначения неоднократно принимала участие в силовых разгонах демонстрантов во время протестов в Республике Беларусь по результатам президентских выборов 2020.
В феврале 2021 года на суде над погибшим участником протестов Геннадием Шутовым были озвучены факты, подтверждающие активное участие ССО ВС РБ в подавлении протестов и, в частности, в убийстве Геннадия Шутова в Бресте. Генерал-майор Вадим Денисенко (командующий ССО ВС РБ) отдал приказ передать офицеров спецназа в подчинение ОМОНа и выдать им боевое оружие. В Бресте 11 августа в подавлении протестов участвовало около 20 спецназовцев, переодетых в штатское. Одной из групп командовал майор Лабкович. Капитан этой группы Роман Гаврилов (5-я ОБрСпН) и прапорщик Арсений Голицын подрались с Шутовым и другим протестующим Кордюковым, после чего выхватили выданные им пистолеты Макарова и, по версии Кордюкова, кричали «Лицом вниз, уроды, завалю!» После этого Гаврилов и Голицын открыли огонь из пистолетов (впоследствии в магазинах пистолетов каждого из них была обнаружена нехватка двух патронов), и одним из выстрелов Геннадий Шутов получил смертельное ранение в область шеи. По показаниям Гаврилова, он хотел выстрелить в область левого предплечья Шутова, но не смог сконцентрироваться из-за якобы нанесённой ему травмы.

## Состав
Силы специальных операций включают в себя:
- 38-я гвардейская отдельная десантно-штурмовая бригада (38-я гв. одшбр), Брест.
- 103-я отдельная гвардейская воздушно-десантная бригада (103-я гв. овдбр), Витебск.
- 5-я отдельная бригада специального назначения (5-я обрспн), Марьина Горка.
- 742-й полевой узел связи (сформирован в октябре 2016 г. на базе Центра связи ССО), а.г. Колодищи.
- 91-й отдельный батальон охраны и обслуживания (91-й обоо), Минск.

Имеются подразделения для выполнения задач особой важности:
- 33-й отдельный гвардейский отряд специального назначения (33-й гв. ооспн), Витебск.
- «Особый отряд» специального назначения 5 ОБрСпН (известный как «офицерская рота»), Марьина Горка

## Структура

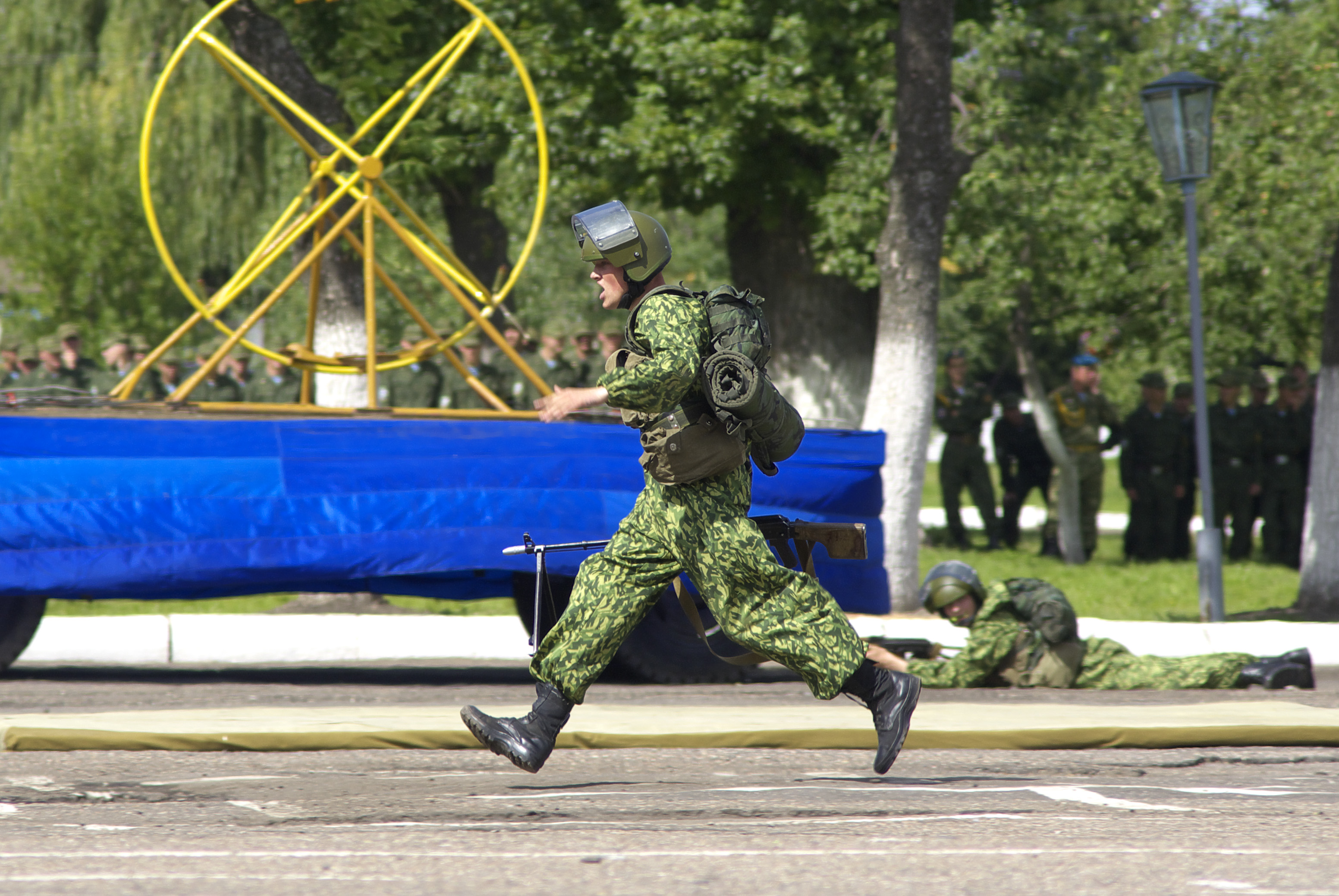
Десантник 103-й гвардейской отдельной воздушно-десантной бригады бежит с пулемётом РПКС

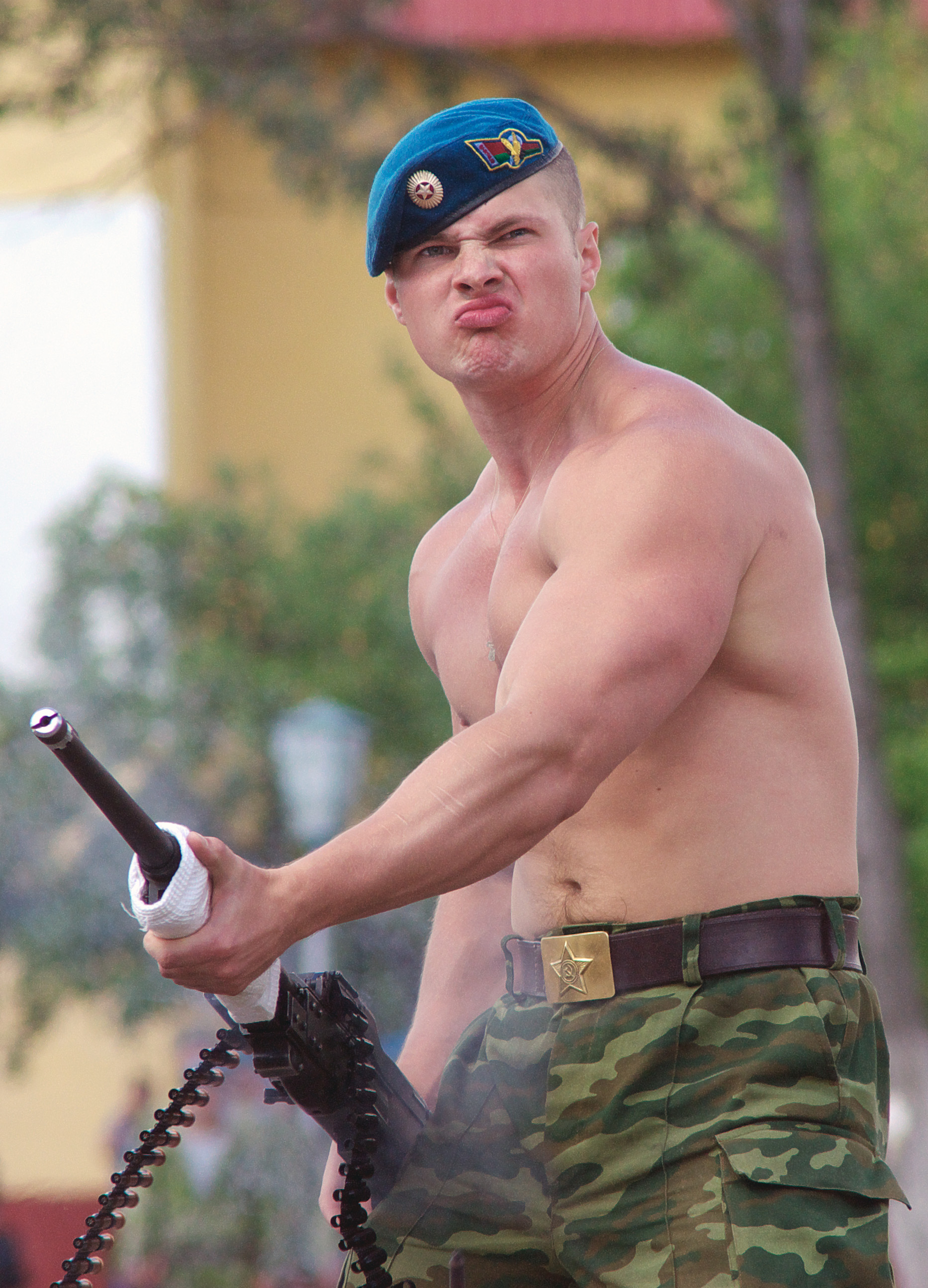
Боец разведроты 103-й гвардейской отдельной воздушно-десантной бригады «стреляет» из пулемёта ПКТ

### Организационно каждая отдельная бригада
1. Управление бригады
- Штаб; службы.

2. Боевые воинские части и подразделения
- 3 Отдельных батальона (ДШБ, ПДБ) (БТР-80, автоматические гранатометы АГС-17);
- Смешанный артиллерийский дивизион (122-мм гаубица Д-30, Фагот (ПТРК), 82-мм миномёт БМ-37);
- Зенитная ракетно-артиллерийская батарея (ЗУ-23-2, Игла (переносной зенитный ракетный комплекс));
- Разведывательно-десантная рота;

3. Подразделения боевого обеспечения и связи
- Батальон связи;
- Инженерно-саперная рота;
- Взвод радиационной, химической и биологической защиты.

4. Подразделения тылового и технического обеспечения
- Рота охраны и обслуживания;
- Ремонтная рота;
- Рота материального обеспечения;
- Медицинская рота.

### Отдельная бригада специального назначения
1. Управление бригады
- Штаб; службы.

2. Боевые воинские части и подразделения
- Отряды специального назначения (ОСпН);
- Подразделение связи.

3. Подразделения обеспечения
- Подразделение мто;
- Штабная рота;
- Медицинская рота.

Бригады подчиняются командованию ССО, которое в свою очередь подчиняется непосредственно генеральному штабу.

## Вооружение

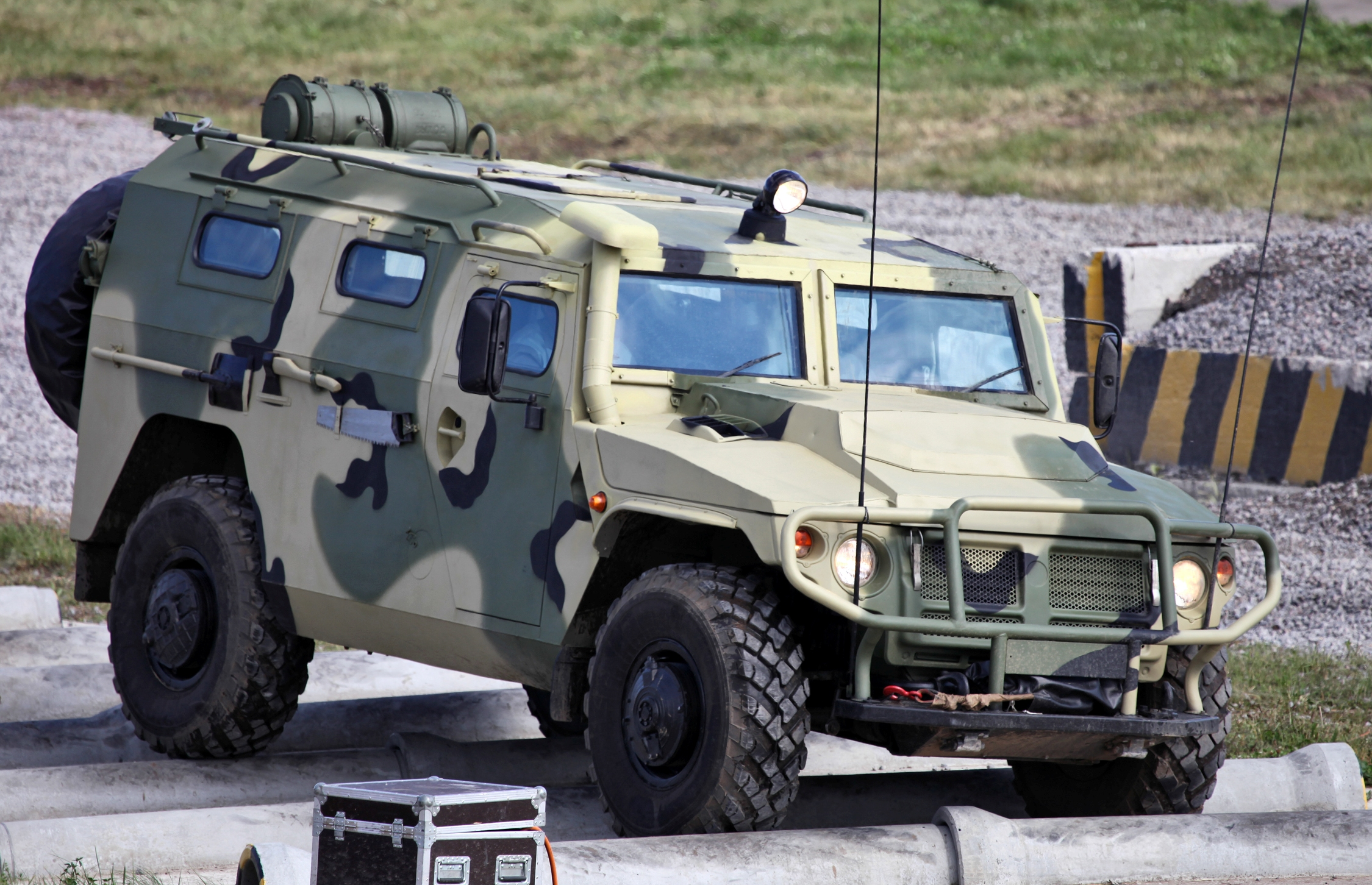
«Тигр»

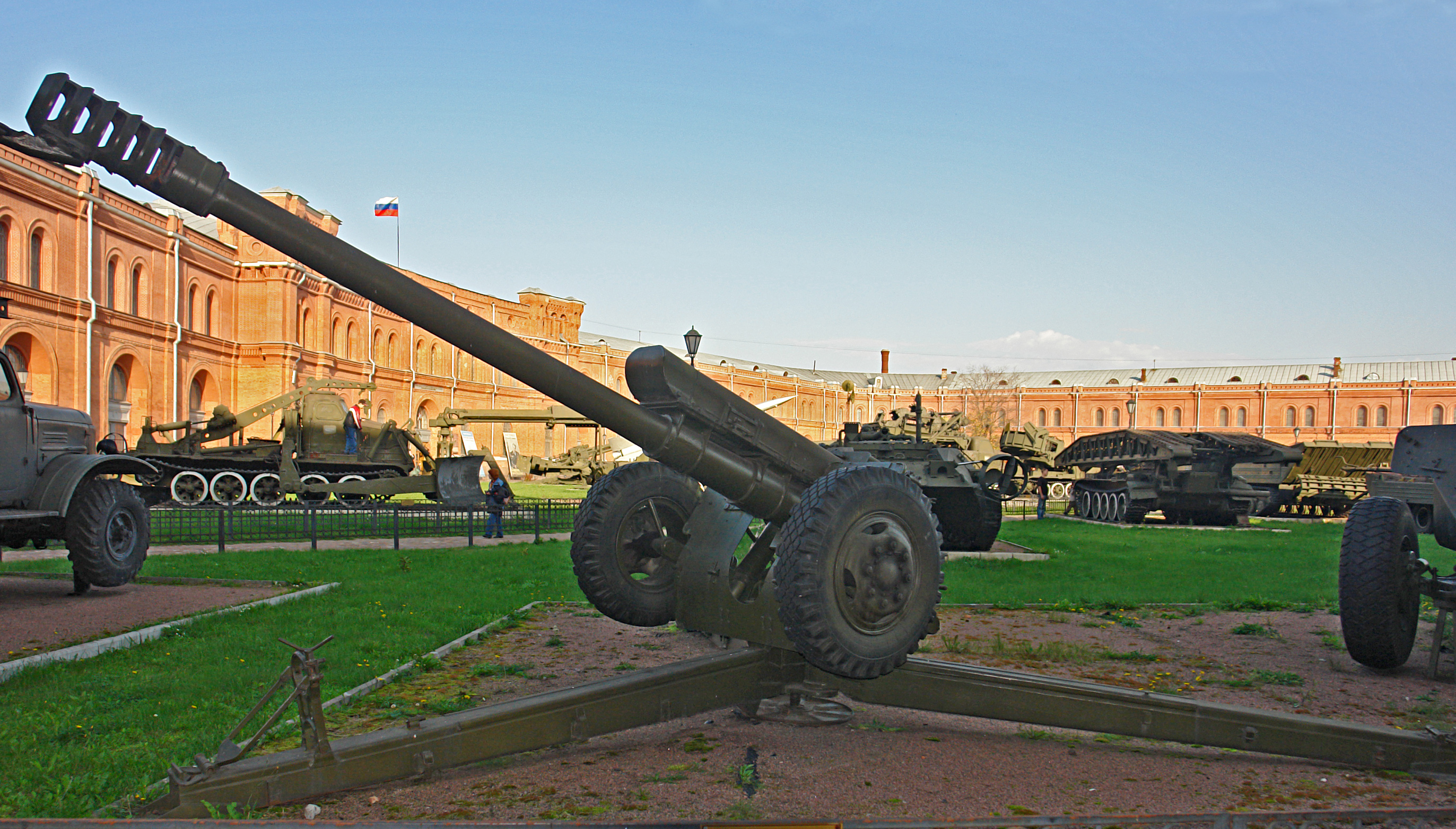
Д-30

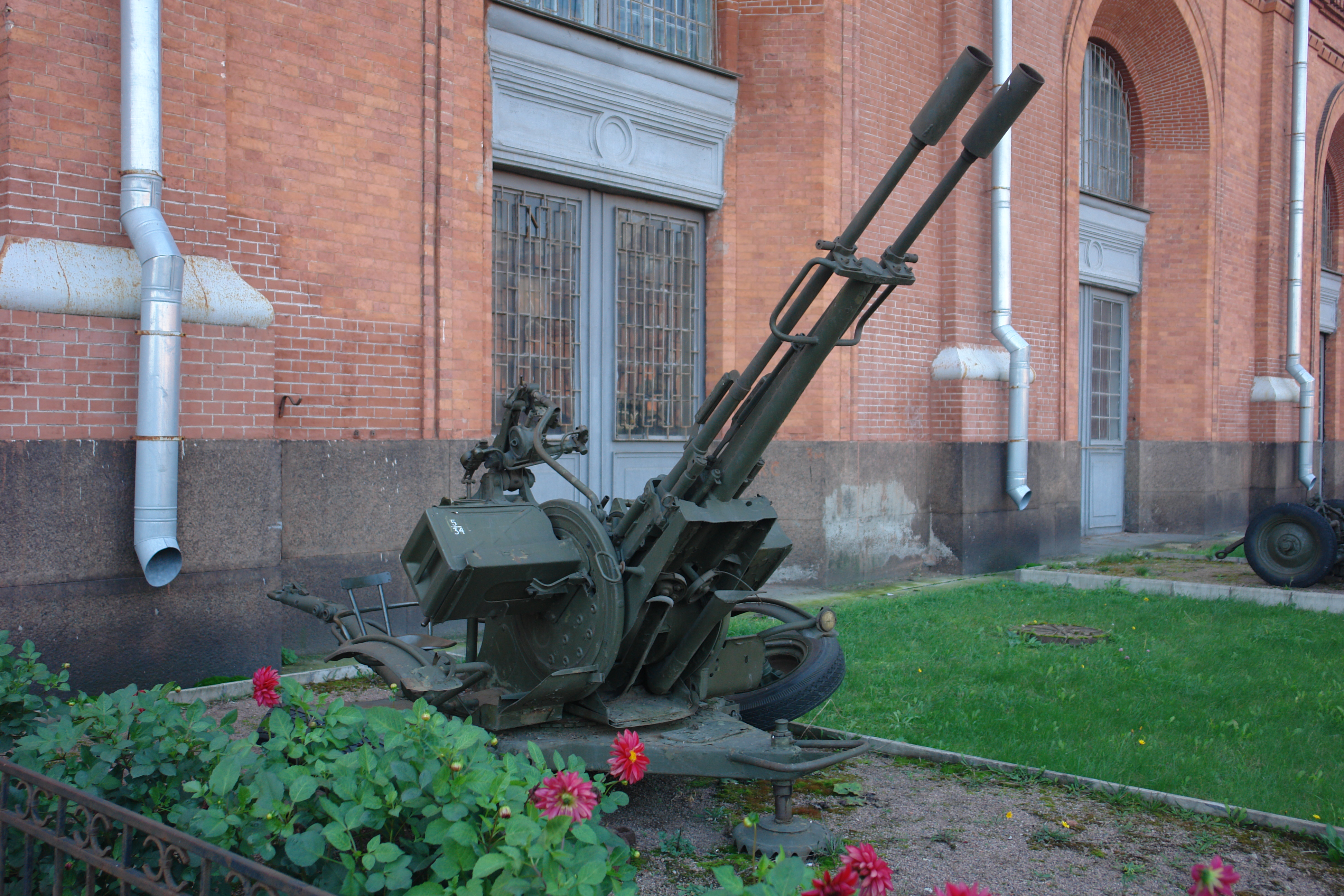
ЗУ-23-2

### Бронетехника

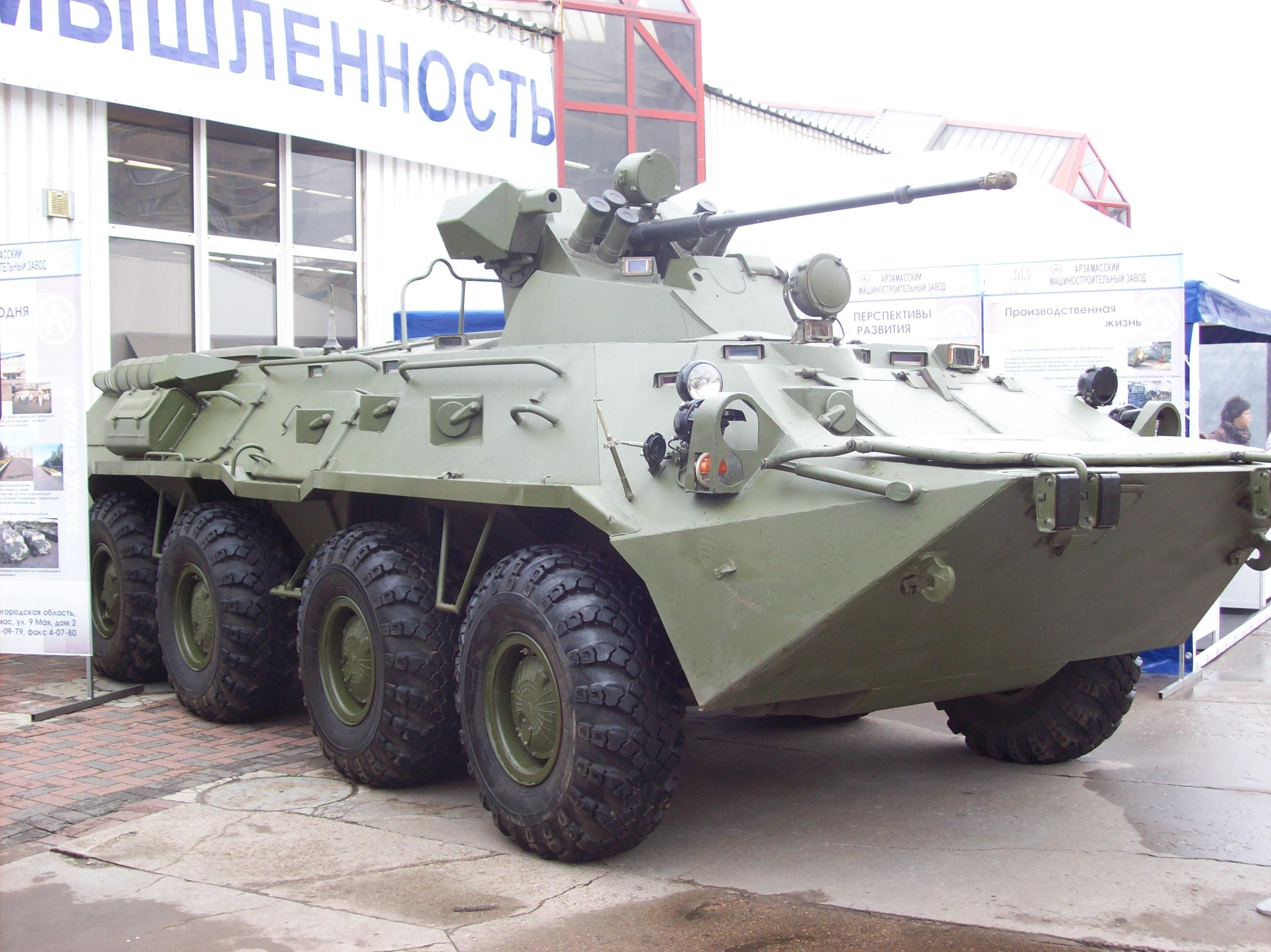
БТР-80А

- Внедорожники Dongfeng Mengshi EQ2050F[9] и Dajiang CS/VN3[10]
- Лёгкий бронеавтомобиль «Тигр»
- Лёгкий бронеавтомобиль «Volat»
- Броенавтомобиль «Витим»
- Средний бронеавтомобиль «Кайман»[11]
- Бронетранспортёр БТР-70МБ1[12]
- Бронетранспортёр БТР-80[13]
- Грузовой автомобиль МАЗ-6317
- Грузовой автомобиль «Урал»

### Артиллерия
- 23-мм зенитная установка ЗУ-23-2
- 82-мм миномёт БМ-37
- 48 122-мм гаубица Д-30[13]
- Фагот (ПТРК)[13]
- Метис (ПТРК)[13]
- Игла (ПЗРК)

### Стрелковое оружие
- Автомат АКС74
- Автомат АКС74У
- Автомат АКМС
- Автомат АКМ

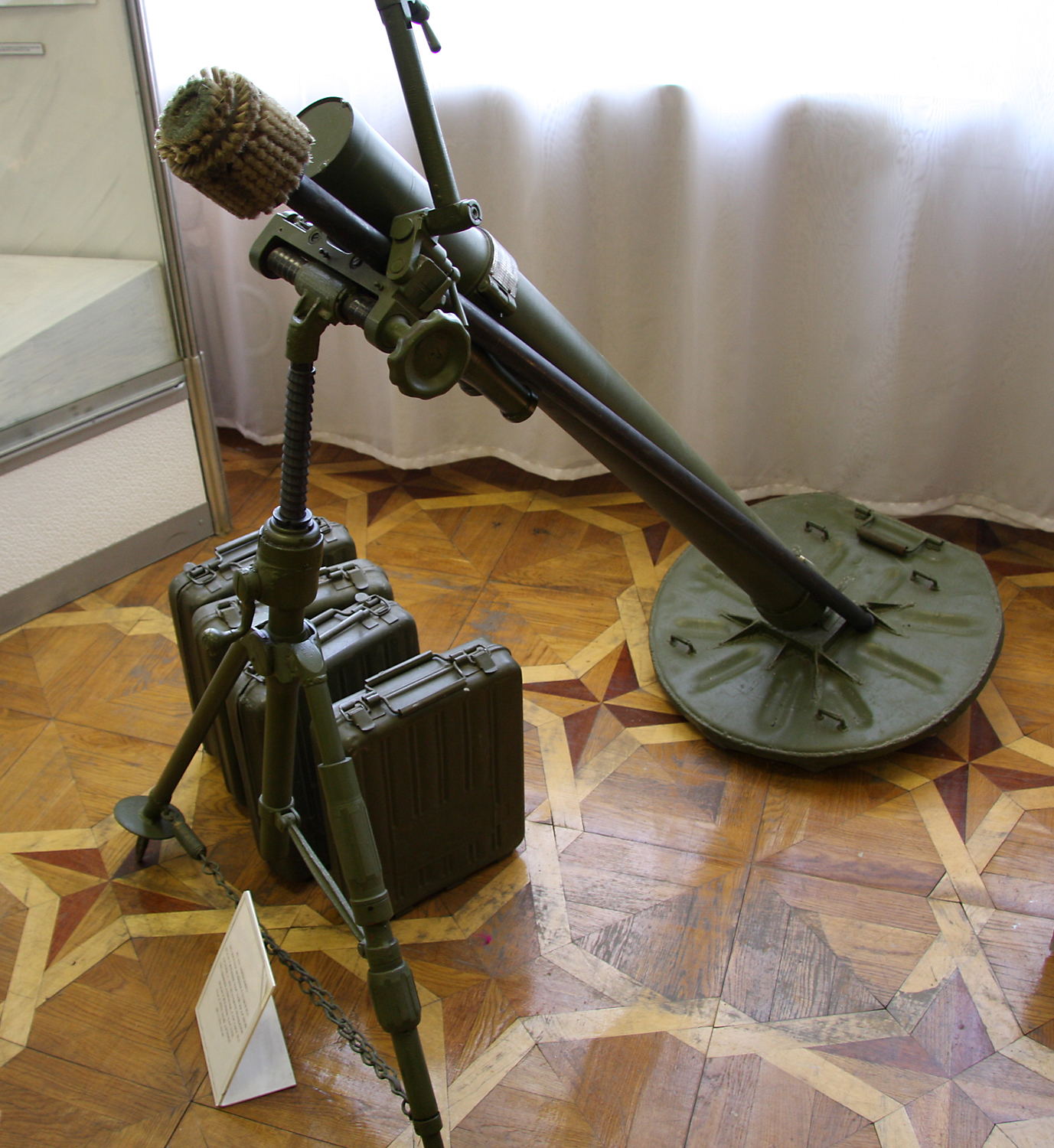
БМ-37

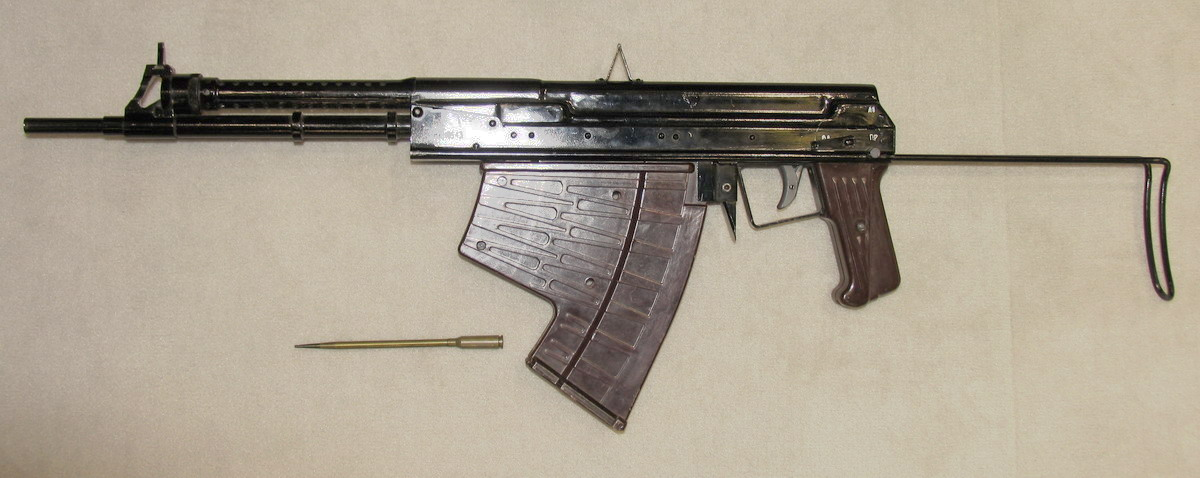
Автомат подводный специальный

- Малогабаритный автомат 9A-91ВСС «Винторез» и АС «Вал»
- Автомат специальный АС «Вал»
- Ручной пулемёт РПКС-74
- Пулемёт Калашникова
- Пистолет-пулемёт ПП-93
- Пистолет Макарова
- Бесшумный пистолет ПСС
- Автоматический пистолет Стечкина
- Автоматический пистолет бесшумный
- Бесшумный пистолет ПБ
- Подствольный гранатомёт ГП-25

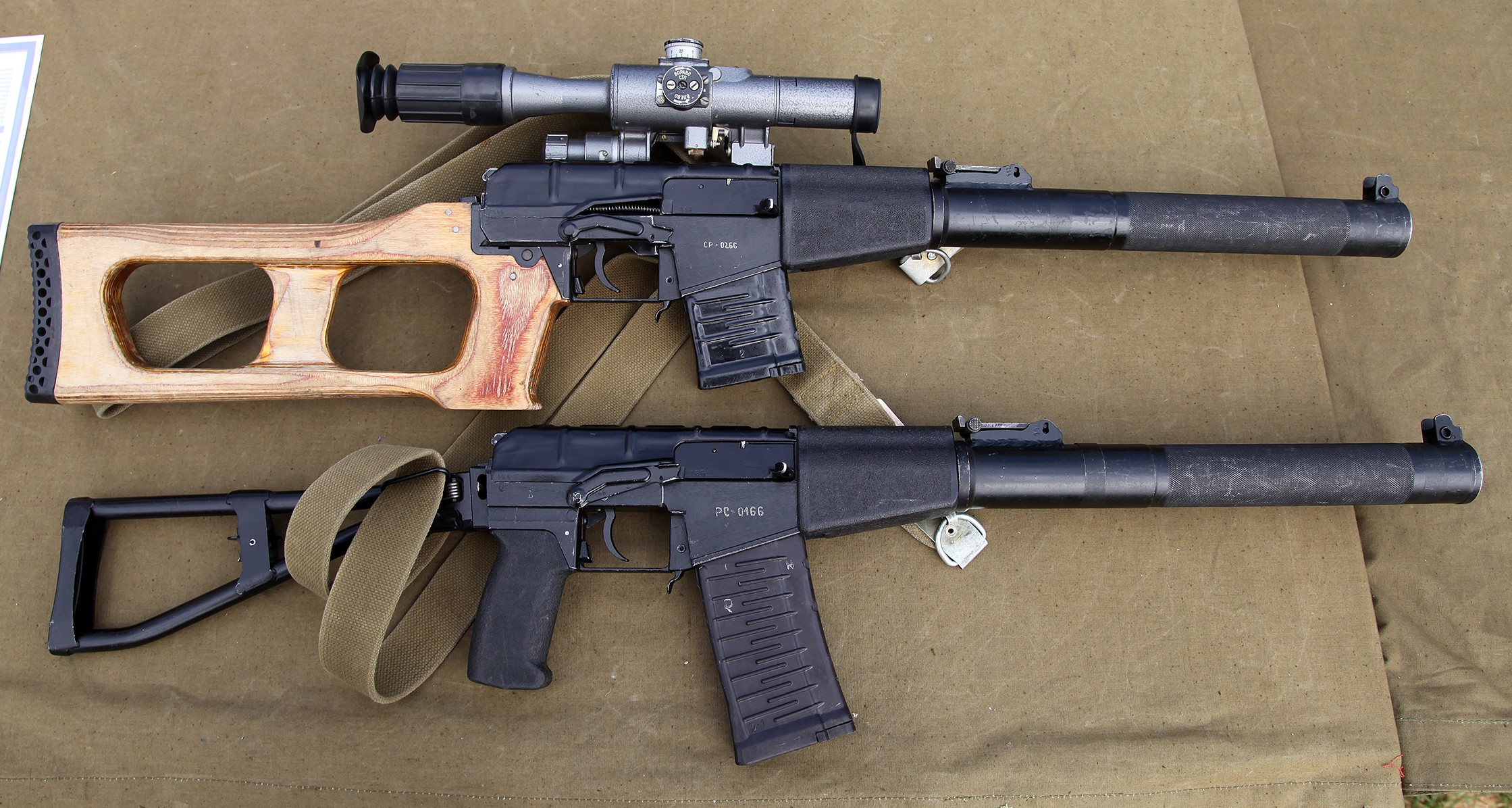
ВСС «Винторез» и АС «Вал»

- Ручной противотанковый гранатомёт РПГ-7
- Автоматический станковый гранатомёт АГС-17
- Подводный автомат АПС
- Нож разведчика специальный НРС-2
- Снайперская винтовка Драгунова
- Снайперская винтовка ВСК-94
- Снайперская винтовка ВСС «Винторез»
- Крупнокалиберная снайперская винтовка ОСВ-96

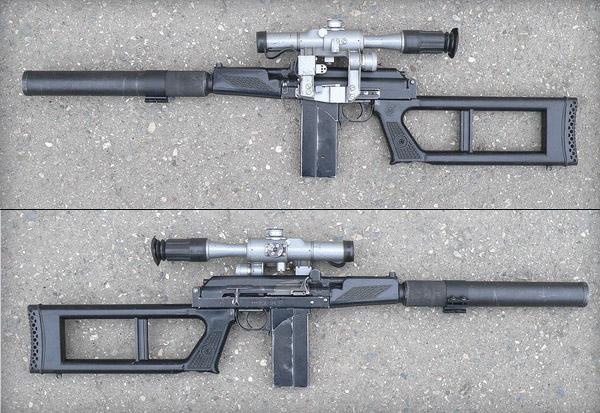
Снайперская винтовка ВСК-94

- Снайперская винтовка МЦ-116М Снайперская винтовка ВСК-94

## Экипировка
Особое снаряжение для сил специальных операций только создаётся, и его список постоянно растёт. В ССО уже поступила новая портативная цифровая радиостанция Р-168-0.1, боевая разгрузочная система нового образца, бронежилет «Ворон-11», кевларовый шлем «Скат С1 М1». Каждый военнослужащий ССО снабжается новейшими приборами ночного видения белорусского производства. Также всё оружие снабжается отечественными коллиматорными и ночными прицелами.
Список белорусской оптики применяемой в ССО:
- Очки ночного видения ОНВ-2 (AN/PVS-14)
- Прицел коллиматорный ПК-АА
- Прицел коллиматорный ПК‑АВ
- Прицел коллиматорный ночной ПКН‑03М
- Прицел ночной для стрелкового оружия ПНВ-2К (AN/PVS-17)
- Прибор ночной наблюдательный ПНН-03
- Дальномер ДЛ‑1
- Уникальная нашлемная система индикации НСИ-04

Оснащение белорусских сил специальных операций беспилотными летательными аппаратами в полном объёме было намечено на конец 2012 года. К этому же времени ожидалось поступление в подразделения новых мотодельтапланов. Для доставки солдат в район выполнения задачи используются парашютные системы типа крыло Лесник-3 и Лесник-3М. Проходят испытания и тандемные парашютные системы для доставки узкопрофильных специалистов без парашютно-десантной подготовки (например военный инженер) в целевую область.
Начала применяться новая система модульного обеспечения бойцов в соответствии со специальностью.
Модуль снаряжения десантника-пехотинца:
- АКС‑74, АКСУ-74, РПКС, ПКМ (в зависимости от должности).
- ПМ, ПБ (в зависимости от должности).
- Прицел коллиматорный ПК‑АВ.
- Прицел ночной ПКН‑03М.
- Очки ночного видения AN/PVS-14.
- Радиостанция Р‑168‑0,1.
- Кевларовый шлем «Скат С1 М1».
- Защитные противоосколочные очки.
- Защитный комплект локтевых и коленных суставов (наколенники и налокотники).
- Бронежилет «Ворон-11».
- Боевая разгрузочная система.
- Рюкзак десантника «РД‑2005».
- Спальный мешок.
- Полипропиленовый коврик.
- Общевойсковой защитный комплект.

Модуль снаряжения разведчика-снайпера:
- СВД, СВДС, ОСВ‑96, ВСК‑94, МЦ-116М.
- 9‑мм пистолеты ПМ, ПБ, АПС, АПБ.
- Прицел ночной ПКН‑03 М.
- Очки ночного видения AN/PVS-14.
- Радиостанция Р‑168‑0,1.
- Дальномер ДЛ‑1.
- Защитные противоосколочные очки.
- Защитный комплект локтевых и коленных суставов (наколенники и налокотники).
- Кевларовый шлем «Спартанец».
- Бронежилет «Ворон-11».
- Боевая разгрузочная система снайпера.
- Рюкзак специальный.
- Спальный мешок.
- Полипропиленовый коврик
- Маскировочный костюм (лето — «Партизан» и зима — «Далматинец»).
- Общевойсковой защитный комплект.

Модуль снаряжения разведчика:
- Автоматы 9А-91, АС «Вал»,АКС‑74, АКМ, АКМС (в зависимости от должности).
- 9‑мм пистолеты ПМ, ПБ, АПС, АПБ (в зависимости от должности).
- Прицел ночной ПКН‑03М (дневной ПК‑АВ).
- Прибор ночного наблюдения (бинокль) ПНН‑03.
- Очки ночного видения AN/PVS-14.
- Радиостанция Р‑168‑0,1.
- Защитные противоосколочные очки.
- Защитный комплект локтевых и коленных суставов (наколенники и налокотники).
- Кевларовый шлем «Скат С1 М1».
- Бронежилет «Ворон-11».
- Боевая разгрузочная система.
- Рюкзак специальный.
- Спальный мешок.
- Полипропиленовый коврик.
- Маскировочный халат (лето — «Партизан» и зима — «Далматинец»).
- Полипропиленовый коврик.
- Общевойсковой защитный комплект.

Данные модули по сравнению с ранее существовавшей экипировкой, позволяют в два раза повысить возможности бойца ССО по выполнению боевых задач, ведению разведки, контр-диверсионных действий, решению специальных огневых задач. Повышается подвижность и защищённость. Новое обмундирование до трёх раз легче и теплее старых образцов. Полипропиленовый коврик позволяет комфортно отдыхать, выполнять боевую задачу (например засада) длительное время, невзирая на погоду, может использоваться в качестве носилок. Современная радиостанция многократно повышает управляемость действиями солдата, ускоряет обмен информацией между боевыми единицами.

## Подготовка кадров
Офицеров для сил специальных операций готовит факультет военной разведки Военной академии Республики Беларусь. Обучаются курсанты по специальностям: управление подразделениями ССО и телекоммуникационные системы. Полевые и практические занятия с применением вооружения и военной техники проводятся на полевой учебно-материальной базе полигона «Белая Лужа» и войсковых частей сил специальных операций. В дальнейшем наряду с получением знаний по социально-гуманитарным, общенаучным и общепрофессиональным дисциплинам курсанты совершенствуют свою военную подготовку по общевоенным и специальным дисциплинам. В ходе занятий по общевоенным и специальным дисциплинам курсанты учатся управлять подразделением в соответствии с выбранной специальностью, совершенствуют свою тактико-специальную и огневую выучку, совершают прыжки с парашютом, учатся водить боевые машины, в том числе и автомобили. На факультете один из самых высоких проходных баллов в Военной академии и достаточно высокий конкурс, что говорит о высоком престиже данной специальности среди абитуриентов.
Также будущих офицеров ССО готовит факультет специальной разведки Рязанского высшего воздушно-десантного командного училища. После пяти лет обучения курсанты получают воинское звание лейтенант.

## Символика

### Эмблема
Геральдический знак — эмблема сил специальных операций Вооруженных Сил Республики Беларусь утверждена Указом Президента Республики Беларусь от 01.03.2012 N 120 «Об учреждении официальных геральдических символов сил специальных операций Вооруженных Сил Республики Беларусь».
Описание:

«Геральдический знак — эмблема сил специальных операций Вооружённых Сил Республики Беларусь представляет собой десятилучевую звезду диаметром 45 миллиметров серебристого цвета. В центре данной звезды размещён картуш голубого цвета, увенчанный пятиконечной звездой красного цвета. Кайма картуша золотистого цвета. В центре картуша размещено стилизованное золотистое изображение раскрытого парашюта с фигурой парашютиста и двух самолетов с двух сторон парашюта, на стропах парашюта находится пятиконечная звезда золотистого цвета.»

### Флаг
Флаг сил специальных операций Вооружённых Сил Республики Беларусь утверждён тем же Указом.
Описание:

«Флаг сил специальных операций Вооружённых Сил Республики Беларусь представляет собой прямоугольное полотнище голубого цвета с зелёной полосой в нижней части. Отношение ширины зелёной полосы к ширине флага 1:3. Длина флага 200 см, ширина — 133 см. В центре голубой полосы полотнища расположено изображение геральдического знака — эмблемы сил специальных операций Вооружённых Сил Республики Беларусь, равное по высоте двум пятым ширины флага. С лицевой и тыльной сторон он имеет одинаковый рисунок.»

## Галерея

Флаг ССО ВС Республики Беларусь
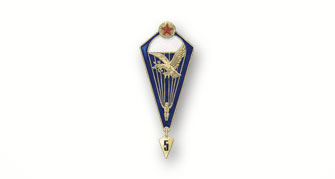
Нагрудный знак «Парашютист» ВС РБ
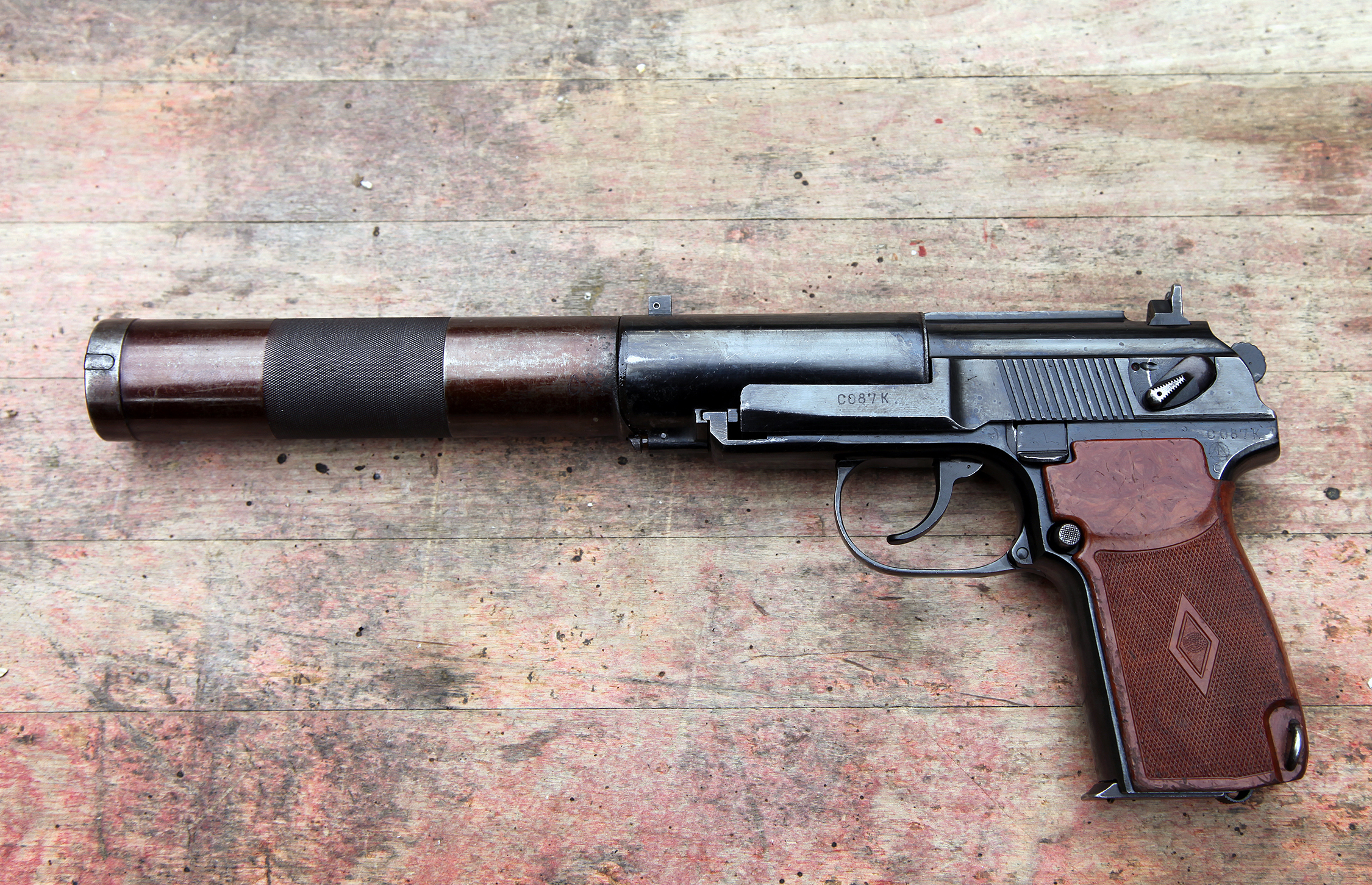
Бесшумный пистолет ПБ